# Lavalle megye (Mendoza)
Lavalle egy megye Argentína nyugati részén, Mendoza tartományban. Székhelye Villa Tulumaya.

## Népesség
A megye népessége a közelmúltban a következőképpen változott:
| Év   | Lakosság |
| ---- | -------- |
| 2001 | 31 991   |
| 2010 | 36 738   |